# Protektorat Arabii Południowej
Protektorat Południowej Arabii grupował stany objęte protekcją Wielkiej Brytanii, później przekształcił się w Jemen Południowy. Protektorat powstał 18 stycznia 1963 jako struktura państwowa składająca się z tych obszarów Protektoratu Adeńskiego, które nie dołączyły do Federacji Arabii Południowej.
Składał się ze stanów Hadhramaut, Kathiri, Mahra i Qu'aiti i Wahidi Bir Ali leżącym we wschodnim protektoracie adeńskim oraz Górnej Jafy, która był częścią zachodniego protektoratu adeńskiego.
Protektorat Południowej Arabii był unieważniony po uzyskaniu niepodległości przez Ludową Republikę Południowego Jemenu 30 listopada 1967, a jego stany szybko upadały, prowadząc do zniesienia w nich monarchii.